# Beatriz Gomes Dias
Beatriz Gebalina Pereira Gomes Dias (Dakar, Senegal, 26 de março de 1971) é uma professora, ativista e política portuguesa. Foi deputada ao Parlamento português pelo Bloco de Esquerda de 2019 a 2022. Atualmente desempenha as funções de vereadora na câmara municipal de Lisboa.

## Biografia
De ascendência guineense, nasceu no dia 26 de março de 1971, em Dakar (Senegal). Vive em Lisboa desde os quatro anos, cidade na qual fez parte da Assembleia Municipal de Lisboa, e foi eleita para as juntas de freguesia de Anjos e de Arroios.
Licenciada em Biologia pela Faculdade de Ciências da Universidade de Coimbra e mestranda de Comunicação de Ciência na Faculdade de Ciências Sociais e Humanas da Universidade Nova de Lisboa, foi professora do ensino básico e secundário em Lisboa. 
É membro da associação antirracista SOS Racismo e em 2016 fundou a Djass – Associação de Afrodescendentes, da qual é dirigente. 
Foi deputada municipal em Lisboa e membro da Assembleia de Freguesia de Arroios. Foi eleita deputada à Assembleia da República nas eleições legislativas de 2019, sendo uma das três mulheres negras a ter assento na XIV Legislatura, juntamente com Joacine Katar Moreira (pelo Livre) e Romualda Fernandes (pelo Partido Socialista).
No dia 15 de março de 2021 foi anunciado que seria candidata pelo Bloco de Esquerda à câmara municipal de Lisboa nas eleições autárquicas de 2021. Foi eleita vereadora da câmara municipal de Lisboa para o mandato 2021-2025, com 6,2% dos votos, não tendo pelouros atribuídos. É assim a primeira pessoa negra a ocupar esse cargo na câmara mais importante do país.

## Ligações Externas
- Perguntar Não Ofende| Beatriz Gomes Dias entrevistada por Daniel Oliveira (2019)